# Iben Hjejle
Iben Hjejle (Copenhague; 22 de marzo de 1971) es una actriz danesa de cine y televisión.
Muy popular en su país, ha actuado en filmes del movimiento Dogma.

## Filmografía
- Portland (1997)
- Mifune (1999)
- High Fidelity (2000)
- Flickering Lights (2000)
- The Emperor's New Clothes (2001)
- The Marriage of Gustav III (2001)
- Old Men in New Cars (2002)
- Skagerrak (2003)
- Dreaming of Julia (aka Cuban Blood / Cuba Libre) (2003)
- Monsterthursday (2004)
- The Boss of It All (2006)
- Chéri 2009